# Thalamophyllia tenuescens
Thalamophyllia tenuescens är en korallart som först beskrevs av Gardiner 1899.  Thalamophyllia tenuescens ingår i släktet Thalamophyllia och familjen Caryophylliidae. Inga underarter finns listade i Catalogue of Life.